# Tyskland i olympiska sommarspelen 1896

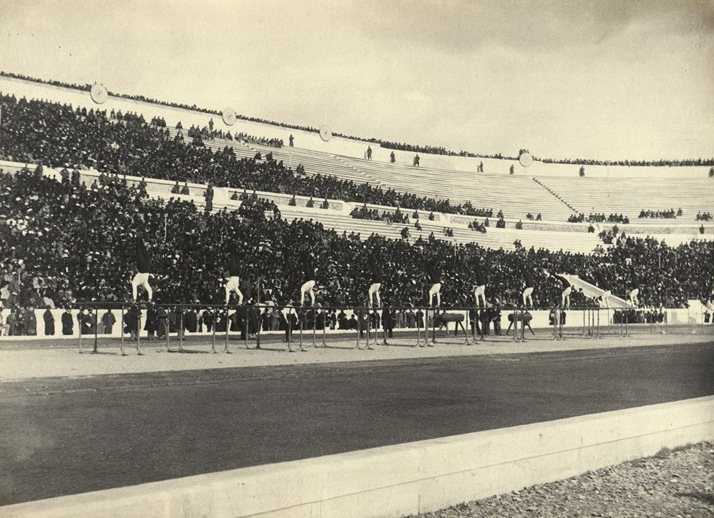
Tyska laget i barr under sommarspelen 1896

Tyskland deltog med 19 deltagare vid de olympiska sommarspelen 1896 i Aten. Totalt vann de 13 medaljer och slutade på tredje plats i medaljligan.

## Medaljer

### Guld
- Carl Schuhmann - Brottning, grekisk-romersk stil fri viktklass
- Alfred Flatow - Gymnastik, barr
- Carl Schuhmann - Gymnastik, hopp
- Hermann Weingärtner - Gymnastik, räck
- Fritz Hofmann (lagledare), Konrad Böcker, Alfred Flatow, Gustav Flatow, Georg Hillmar, Fritz Manteuffel, Karl Neukirch, Richard Röstel, Gustav Schuft, Carl Schuhmann och Hermann Weingärtner - Gymnastik, barr lag
- Fritz Hofmann (lagledare), Konrad Böcker, Alfred Flatow, Gustav Flatow, Georg Hillmar, Fritz Manteuffel, Karl Neukirch, Richard Röstel, Gustav Schuft, Carl Schuhmann och Hermann Weingärtner - Gymnastik, räck lag

### Silver
- August von Gödrich - Cykling, linjelopp
- Fritz Hofmann - Friidrott, 100 m
- Alfred Flatow - Gymnastik, räck
- Hermann Weingärtner - Gymnastik, bygelhäst
- Hermann Weingärtner - Gymnastik, ringar

### Brons
- Fritz Hofmann - Gymnastik, repklättring
- Hermann Weingärtner - Gymnastik, hopp